# Nätra landskommun
Nätra landskommun var en tidigare kommun i Västernorrlands län. 

## Administrativ historik
I Nätra socken i Ångermanland inrättades denna landskommun i och med att 1862 års kommunalförordningar trädde i kraft.
Den 1 januari 1952 bildade den storkommun genom sammanläggning med den tidigare kommunen Sidensjö. År 1955 var invånarantalet 8187 personer enligt Svensk uppslagsbok, andra upplagan.
Kommunen upphörde 1971, då området tillfördes Örnsköldsviks kommun.

### Kyrklig tillhörighet
I kyrkligt hänseende tillhörde kommunen Nätra församling. Den 1 januari 1952 tillkom Sidensjö församling.

## Kommunvapen
Kommunens vapen antogs 1949. Skölden var kvadrerad med en fabriksbyggnad i första fältet, en höhässja i andra fältet, en gran i tredje fältet och en fisk i fjärde fältet. Vapnet syftade på industri, jordbruk, skogsbruk och fiske

## Geografi
Nätra landskommun omfattade den 1 januari 1952 en areal av 771,60 km², varav 723,70 km² land.

### Tätorter i kommunen 1960
| Tätort       | Folkmängd |
| ------------ | --------- |
| Köpmanholmen | 1 773     |
| Bjästa       | 880       |
| Åmynnet      | 217       |

Tätortsgraden i kommunen var den 1 november 1960 36,0 procent.

## Politik

### Mandatfördelning i valen 1938-1966
| 19 |  | 5 | 3 | 2 |

| 30 |

| 18 |  | 6 | 3 | 2 |

| 30 |

| 2 | 17 |  | 5 | 3 | 2 |

| 27 |

|  | 23 |  | 7 | 6 | 2 |

| 38 |

|  | 23 |  | 7 | 6 | 2 |

| 37 |

|  | 23 |  | 7 | 5 | 3 |

| 36 |

|  | 23 |  | 7 | 5 | 3 |

| 34 | 6 |

| 3 | 20 |  | 6 | 5 | 2 | 3 |

| 33 | 7 |